# スズキ・スウィッシュ
スウィッシュ（英: Swish）は、スズキが製造販売していたスクータータイプのオートバイである。

## 概要
2018年（平成30年）6月26日発売。同年9月21日には防寒装備を充実させたスウィッシュリミテッドも発売。
同クラスの車種であるアドレスがV125Sから125に移行した際、同車種は製造が台湾の台鈴工業から中国の済南軽騎鈴木摩托車に変更となったが、本車種は台鈴工業で製造されていた。
2021年（令和3年）9月22日にアドレス125と共に生産が終了した。